# وینچستر (تنسی)
وینچستر (به انگلیسی: Winchester) شهری در ایالت کشور ایالات متحده آمریکا است که جمعیت آن در سرشماری سال ۲۰۱۰ میلادی، ۸٬۵۳۰ نفر بوده‌است.